# Sokoula
Sokoula est un village et une commune située dans le département de Safané de la province du Mouhoun au Burkina Faso.
Il est limité au sud par Makongo (10km), à l’ouest par Lanfiéra (7km), à l’est par Tikan (3km) et au nord par Douroukou (8 km).
Il est traversé par la 14e route nationale du Faso.
Population : 504 habitants en 2006.
Ecole 3 classes, 1 logement.